# Видеомаппинг

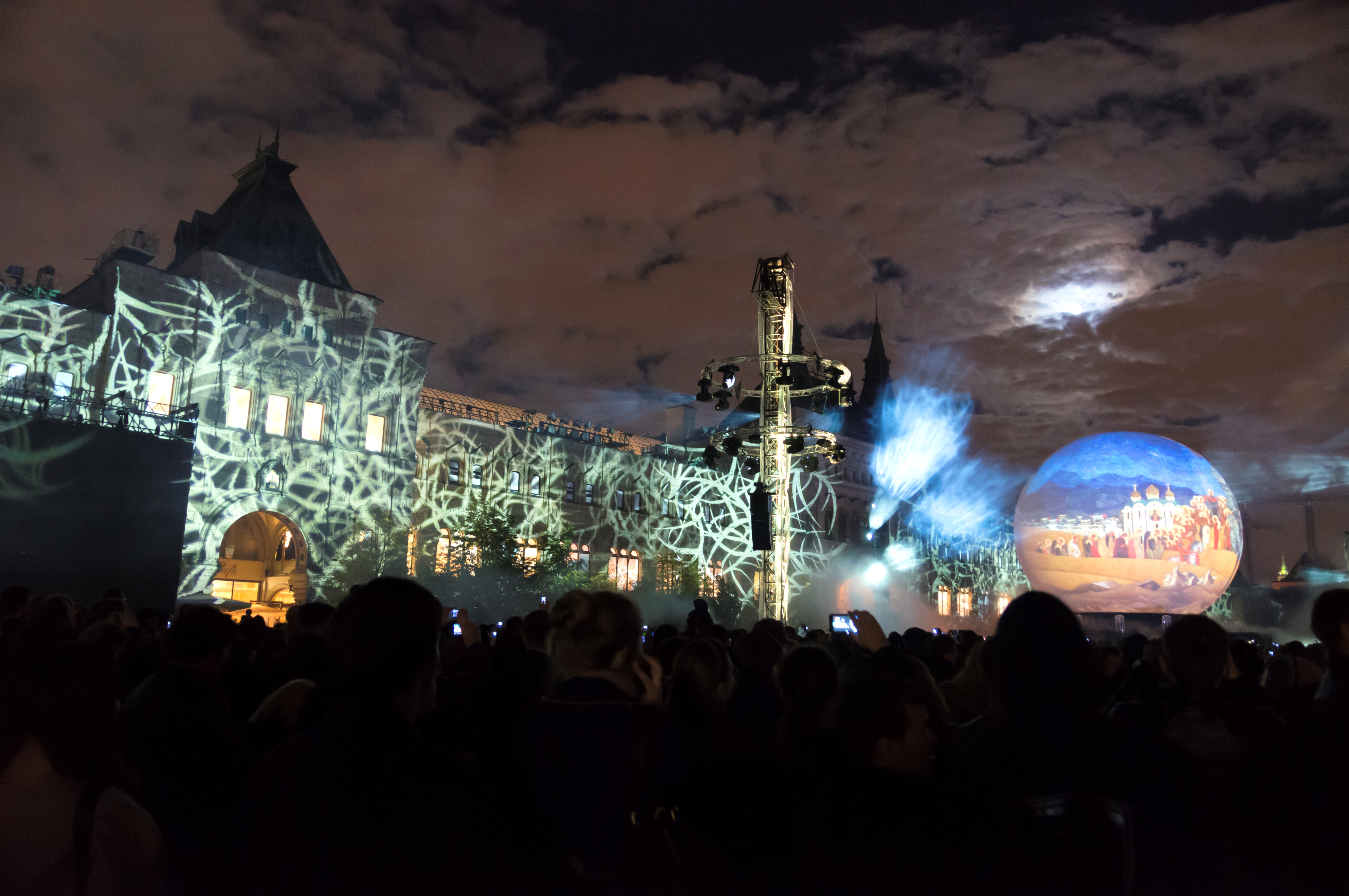
Видеомаппинг, проецирование

Видеомэппинг (3D mapping) (англ. video — видео и англ. mapping — отражение, проецирование) — направление в аудиовизуальном искусстве, представляющее собой 3D-проекцию на физический объект окружающей среды с учётом его геометрии и местоположения в пространстве.
В отличие от использования 3D-технологий в кино и компьютерных играх, видеомаппинг не требует дополнительных приспособлений для зрителей или установку экранов, кроме случаев, когда экран используется в качестве дополнительной отражающей поверхности, например в оформлении театральных и концертных представлений, но в случае видеомаппинга проекция будет выглядеть объемной только если зрители находятся в определённой точке. Использование специализированного программного обеспечения позволяет двух- или трёхмерному объекту быть пространственно обработанным в программе, которая может создать реальную среду, на которой будет производиться проекция. Программное обеспечение может взаимодействовать с проектором, чтобы вписать любую желаемую картинку на проекционную поверхность. Эта техника используется художниками и рекламщиками одновременно, которые могут добавлять дополнительные измерения, оптические иллюзии и заставлять статические объекты двигаться. Видео зачастую сопровождается аудио, для создания полноты повествования.

## История
Несмотря на то, что термин проекционный мэппинг достаточно новый, сама техника уходит корнями в поздние 1960-е, когда она называлась видеомэппингом, пространственной дополненной реальностью, или затеняющими лампами. Первый задокументированный публичный показ состоялся в 1969 году, когда Диснейленд открыл новый аттракцион под названием «Призрачное поместье». Аттракцион использовал поддельные отрубленные головы, на которые проецировался 16-мм фильм, анимировавший головы.
Таким образом компанию Disney и лично Уолта Диснея можно считать основателем технологии 3D mapping. Они не только первыми в мире продемонстрировали видеомэппинг широкой публике, но зарегистрировали первый патент в области 3D mapping — «Apparatus and method for projection upon a three-dimensional object» («Устройство и способ для проецирования на трёхмерный объект»).
Следующее применение мэппинга датируется 1980 годом, когда инсталляционный художник Майкл Наймарк снимал людей в гостиной, а затем проецировал отснятое в этой же комнате, создавая иллюзии, как будто люди действительно были в этой комнате и трогали все вещи в ней. Первый раз идея проекционного мэппинга была исследована профессионально в университете Северной Каролины в конце 1990-х, где студенты работали над проектом под названием: «Офис будущего». чтобы связать удаленные офисы из разных мест между собой проецируя людей, как если бы они были в партнерском офисе. К 2001 больше художников начало использовать мэппинг в творческой работе, а корпорации такие как Майкрософт начали экспериментировать с ним в форме технологического превосходства.

## Технология
Специальные компьютерные технологии позволяют создавать 3D-модель объекта, на который планируется осуществить проекцию, а затем изменить её в соответствии со сценарием видеомэппинг-шоу. После этого «скорректированный» 3D-образ объекта проецируется на реальный объект, что дает иллюзию изменения самого объекта.

## Проекты, реклама и искусство

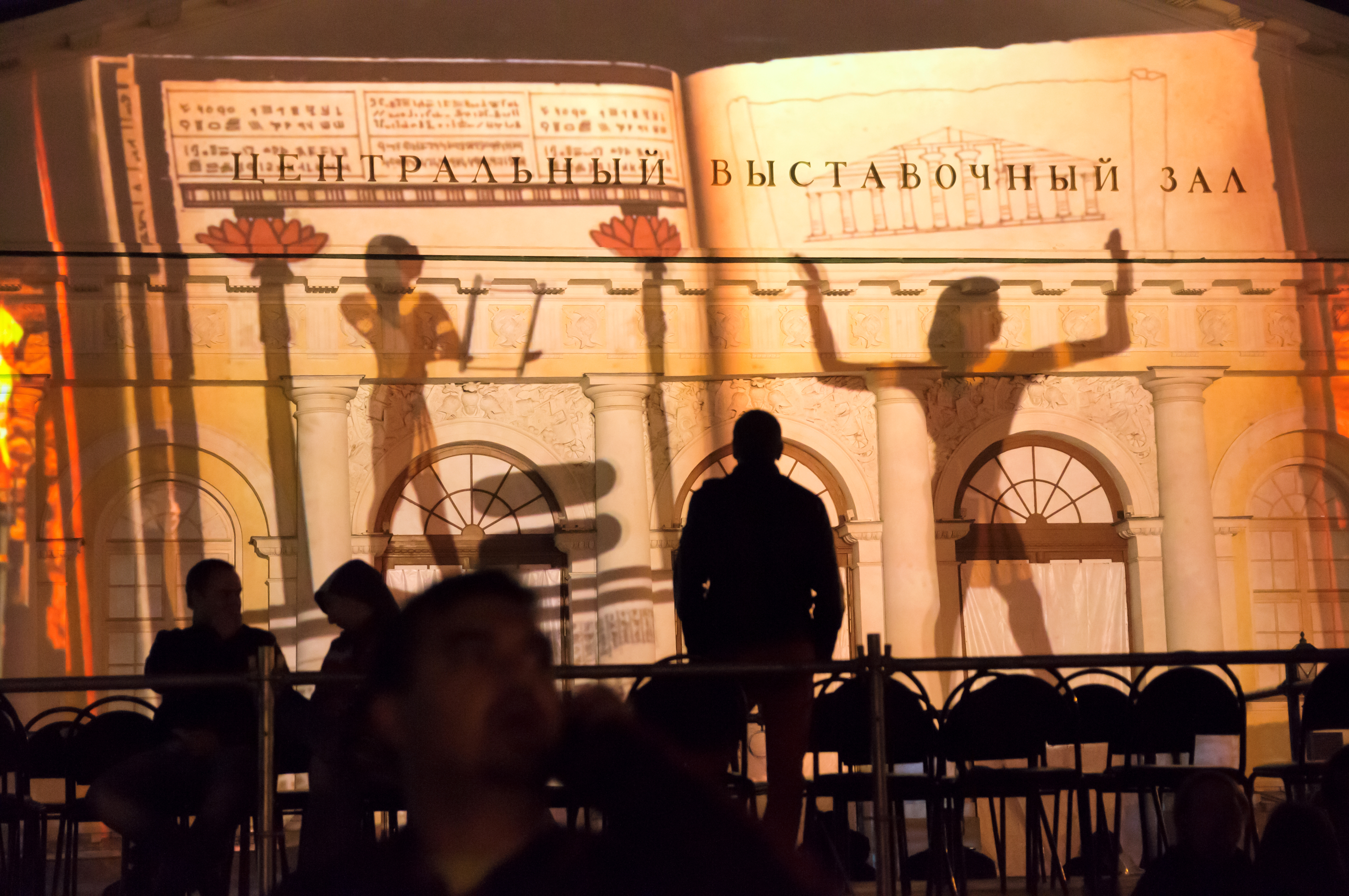
Проецирование

Проекционый мэппинг первоначально получил свою важность через экстравагантные рекламные кампании и виджеев на выступлениях электронных музыкантов. Крупные корпорации, такие как Nokia, Samsung, BMW, используют видеопроекции для создания рекламных кампаний своих продуктов в мегаполисах по всему миру. Эти рекламные компании зачастую используют мэппинговые технологии для проецирования изображения на фасады зданий. Проекционный мэппинг также может быть интерактивным, например, картографический сервис Nokia Ovi Maps создал проект, в котором проекционное изображение повторяло движения людей. Фестиваль в Леоне с недавнего времени начал использовать 3D-мэппинг в своих проектах, создавая иллюзию огромного игрового автомата на одной из стен здания. Зачастую техника этих выступлений включает в себя как 3D-мэппинг, так и 3D-проекции, для того чтобы создать иллюзию глубины и движения, как, например, распадающиеся здания.
В электронной танцевальной музыке становится всё популярнее сочетать музыку с синхронизированными визуальными эффектами. Хотя обыкновенные проекционные экраны повсеместно используются, некоторые видеохудожники начинают создавать эксклюзивные 3D-инсталляции, чтобы проецировать на них. Художники, которые полностью визуальны, используют проекционный мэппинг как средство креативного изъявления, веря, что он может разнообразить существующие основы в лице рисования.
Художники могут использовать мэппинг как авангардную форму экспрессии, так как это новая технология, которая может воплотить их креативные идеи в 3D-проекции, взаимодействуя со зрителями совершенно новым образом. Видеопроекции появлялись в мировых центрах, таких как Нью-Йорк и Лондон, где художники использовали огромные проекции на публике без каких-либо нужных разрешений. Таким образом художники могут показать их работу в любом месте, так как где угодно и все что угодно может служить холстом. Часто люди используют мэппинг в целях активизма, так, движение «Оккупай Уолл-стрит» использовала проекцию на фасаде небоскрёба Верайзон, чтобы визуально показать всем, что движение всё ещё живо.

## Виды видеомэппинга
Видеомэппинг можно классифицировать по объектам, на которые осуществляется проекция.
- Архитектурный видеомэппинг — 3D-проекция на фасад или стену здания, мост, башню, а также на сложный объект (самолёт, корабль и т. д.).
- Интерьерный видеомэппинг — проецирование внутри помещения на стену, пол и потолок, позволяющее создавать интересные иллюзорные интерьерные решения.
- Проекция на малые объекты — когда в качестве объекта проецирования используются небольшие объекты или какие-то элементы большого объекта. Например, создание иллюзии вращающегося колеса автомобиля, хотя сам автомобиль стоит на месте, проекция на музыкальные инструменты, на свадебное платье, а также торт, и другие.
- Ландшафтный видеомэппинг может осуществляться на природные объекты, горы или деревья.[9]
- Интерактивный видеомэппинг — не только самый молодой, но и самый перспективный вид 3D мэппинга (наряду с архитектурным), уникальной особенностью которого является отведение человеку главной действующей роли за счёт наличия интерактивной составляющей. Именно активные действия человека активируют интерактивную проекцию. Продукты интерактивного видеомэппинга — интерактивный стол, интерактивный пол, интерактивная доска и другие.

В последнее время активно развивается видеомэппинг на человеческое лицо (Facial Projection Mapping), который в скором времени может быть выделен в самостоятельный вид (пока его относят к проекции на малые объекты).
Для создания этого видеомэппинга сначала на поверхность лица наносят специальные кристаллы, позволяющие создать 3D модель. После этого происходит создание непосредственно самой 3D модели. После этого идёт проецирование 3D мэппинга на лицо.
16 февраля 2016 года Nombumichi Asai и Studio WOW совместно с Intel разместили на YouTube видеоролик, в котором показали результаты совместной работы — реалистичный видеомэппинг на лице девушки, который можно легко спутать с хорошей работой гримёра.
В сентябре 2016 года польская компания VR VISIO показала видеомэппинг на лица финалистов китайского шоу талантов SuperGirl.
Ещё одним перспективным направлением представляется симбиоз между уличным граффити и видеомэппингом, основателем которого можно считать Селину Милес (Selina Miles) с её проектом Graffiti Mapped, который был показан 21 февраля 2015 года в рамках Белой Ночи (White Night) — ежегодного культурного мельбурнского мероприятия.
На поверхность (обычно это уличная стена) наносится граффити, которое оживает при помощи архитектурного видеомэппинга. Проекция идёт, как непосредственно на граффити, так и окружающую её поверхность.